# Neolucanus maximus confucius
Neolucanus maximus confucius es una subespecie de coleóptero de la familia Lucanidae.

## Distribución geográfica
Habita en Tailandia.